# Lluís Llach
Lluís Llach i Grande, conhecido como Lluís Llach, é um cantor e compositor de nacionalidade catalã e cidadania espanhola, nascido em Girona (Girona) no dia 7 de maio de 1948.  Canta em catalão. Iniciou a carreira em 1965, sendo um dos mais conhecidos cantores da designada Nova cançó catalã e um expoente do movimento pela independência da Catalunha.
A sua canção mais conhecida é  L'Estaca, de 1968, um hino da resistência ao regime franquista, mais tarde adotado por outros movimentos, nomeadamente pelos independentistas catalães. O tema 'Mury foi o hino não-oficial do sindicato Solidarność, que resistiu ao regime pró-soviético.

## Discografia
- 1968: Els èxits de Lluís Llach.
- 1970: Ara i aquí.
- 1972: Com un arbre nu.
- 1973: Lluís Llach a l'Olympia.
- 1973: L'Estaca.
- 1974: I si canto trist....
- 1975: Viatge a Itaca.
- 1976: Barcelona, gener de 1976.
- 1977: Campanades a morts.
- 1978: El meu amic, el mar.
- 1979: Somniem.
- 1980: Verges 50.
- 1982: I amb el somriure, la revolta.
- 1984: T'estimo.
- 1985: Maremar.
- 1985: Camp del Barça, 6 de juliol de 1985.
- 1986: Astres.
- 1988: Geografia.
- 1990: La forja de un rebelde.
- 1991: Torna aviat.
- 1992: Ara, 25 anys en directe.
- 1993: Un pont de mar blava.
- 1994: Rar.
- 1995: Món Porrera.
- 1997: Nu.
- 1998: 9.
- 2000: Temps de revoltes.
- 2002: Jocs.
- 2003: Junts (com Josep Carreras).
- 2004: Poetes.
- 2005: Que no s'apague la llum (com Feliu Ventura).
- 2006: i..
- 2007: Verges 2007.